# Вулиця Ореста Левицького
Ву́лиця О́реста Леви́цького — вулиця на житловому масиві Лісовий в Деснянському районі Києва. Пролягає від вулиці Братиславської до Кубанської України, перетинаючи Мілютенка.

## Історія
Вулиця виникла в середині 1960-х років під назвою Нова. Мала назву на честь радянського фізика-ядерника Ігоря Курчатова — у 1970-2022 роках.
Сучасна назва з 2022 року — на честь історика Ореста Левицького.

## Будівлі

### Нежитлові
- № 6-а — Середня загальноосвітня школа № 218;
- № 18-а — Дитяча поліклініка № 2 Деснянського району;
- № 18/1 — Середня спеціалізована школа № 152;
- № 18/2 — Середня загальноосвітня школа № 212;
- № 19-а — Дитяча музична школа № 24;
- № 23-а — ТОВ НВП «Катран»

### Житлові[3]
- В будинку № 9/21 розташовані:
  - Бібліотека для дітей імені Юрія Гагаріна
  - Бібліотека імені Василя Кучера

| № будинку | серія        | кількість поверхів | дата будівництва |
| --------- | ------------ | ------------------ | ---------------- |
| 3         | 1-480-45     | 9                  | 1970             |
| 3а        | 1-КГ-480-4   | 9                  | 1970             |
| 4         | 1-КГ-480-50  | 9                  | 1970             |
| 6         | 1-КГ-480-10  | 9                  | 1970             |
| 7         | БПС-6        | 16                 | 1978             |
| 8         | 1-КГ-480-10  | 9                  | 1970             |
| 8б        | 1-КГ-480-45  | 9                  | 1970             |
| 9/21      | 1-КГ-480-47  | 9                  | 1972             |
| 11        |              | 9                  | 1970             |
| 13        | 1-КГ-480-12У | 9                  | 1971             |
| 14        |              | 9                  | 1970             |
| 15        | І-480-30     | 5                  | 1970             |
| 16        |              | 9                  | 1970             |
| 17        | І-480-30     | 5                  | 1970             |
| 18        |              | 9                  | 1969             |
| 19        | І-480-30     | 5                  | 1970             |
| 20        |              | 9                  | 1969             |
| 21        | БПС-6        | 16                 | 1978             |
| 22        |              | 9                  |                  |
| 23        |              | 9                  | 1971             |
| 25/37     |              | 9                  | 1970             |